# Campeonato Piauiense de Futebol de 1992
O Campeonato Piauiense de Futebol de 1992 foi o 52º campeonato de futebol do Piauí. A competição foi organizada pela Federação de Futebol do Piauí (FFP) e o campeão foi o 4 de Julho.

## Campanha do Campeão[1]
1° Turno
4 de Julho 4 x 1 Comercial 
Tiradentes 1 x 3 4 de Julho 
Parnahyba 1 x 2 4 de Julho 
4 de Julho 2 x 0 Auto Esporte 
4 de Julho 4 x 1 Cori-Sabbá
Picos 0 x 1 4 de Julho 
4 de Julho 0 x 0 Paysandu 
Caiçara 1 x 1 4 de Julho 
Semifinal do Primeiro Turno
Tiradentes 1 x 2 4 de Julho 
4 de Julho 4 x 1 Tiradentes 
Final do Primeiro Turno 
Paysandu 1 x 0 4 de Julho 
4 de Julho 3 x 0 Paysandu 
(Nos pênaltis Paysandu 4x3)
2° Turno
4 de Julho 4 x 0 Auto Esporte 
Picos 2 x 0 4 de Julho 
4 de Julho 3 x 0 Tiradentes 
Paysandu 1 x 1 4 de Julho 
3° Turno
Paysandu 0 x 0 4 de Julho 
4 de Julho 2 x 0 Paysandu 
Finais
Cori-Sabbá 0 x 0 4 de Julho 
4 de Julho 5 x 0 Cori-Sabbá 
4 de Julho 1 x 1 Cori-Sabbá 
4 de Julho 1 x 0 Paysandu

## Premiação
| Campeonato Piauiense de 1992    |
| ------------------------------- |
| 4 DE JULHO Campeão (1.º título) |